# Romano Mussolini
Romano Mussolini (Forlì, 26 de setembre de 1927 - Roma, 3 de febrer de 2006) va ser un pianista de jazz i pintor italià. Va ser el quart fill de Benito Mussolini i de Rachele Guidi.

## Biografia
Des de petit va sentir la passió per la música, transmesa pel seu germà Vittorio, qui era un gran apassionat del cinema.
A la fi dels anys 1940, una vegada caigut el feixisme i conclosa la Segona Guerra Mundial, va enregistrar els seus primers discos. Per aquells anys va formar part d'un quartet juntament amb Carlo Loffredo, amb qui va enregistrar How high the moon.
El seu millor moment musical ho va viure en les dècades de 1950 i 1960, quan, sota el pseudònim de Romano Full, va treballar al costat del músic de trompeta Nunzio Rotondo. El 1957 va tocar també, formant un trio, amb Carlo Loffredo (contrabaix) i Pepito Pignatelli (bateria). Famós ja com a pianista, va donar a conèixer al seu país la música del pianista estatunidenc Oscar Peterson, un dels virtuosos del jazz. Al llarg de la seva carrera, va tocar amb famosos noms del jazz italià, com Dino Piana, Enzo Scoppa, Gil Cuppini i Franco Tonani. També va tocar als Estats Units i a d'altres països europeus.
El fill menor de Mussolini mai havia condemnat públicament la ideologia política pel seu pare. No obstant això, a Itàlia era conegut principalment com a músic i no pel seu cognom. Va publicar Il Duce, mio pare (RCS MediaGroup, 2004), i a l'any següent va fer un nou treball, Ultimo atto. La verità nascoste sulla fini del Duce.
Va estar casat amb Anna Maria Scicolone, germana de Sophia Loren, amb qui va tenir dues filles: Alessandra (diputada d'Aliança Nacional i de Poble de la Llibertat) i Elisabetta (notària a Perusa). Després de la separació de Scicolone, es va casar amb l'actriu Carla Maria Puccini, amb qui va passar trenta anys de la seva vida. D'aquest segon matrimoni va néixer la seva tercera filla, Rachele.
L'any 2000 va vendre la finca familiar Villa Carpena (també coneguda com Villa Mussolini) a una parella d'empresaris, que van obrir una mena de museu privat en honor al dictador mesos després.